# توم بوغز
توم بوغز (بالإنجليزية: Tom Boggs)‏ (1905 في الولايات المتحدة - 17 نوفمبر 1952)؛ شاعر وروائي أمريكي.